# Свен Јеран Ериксон
Свен Јеран Ериксон (швед. Sven-Göran Eriksson; Суне, 5. фебруар 1948 — Суне, 26. август 2024) био је шведски фудбалски тренер и фудбалер.

## Биографија
Ериксон је пре тренерске каријере играо за неколико нижеразредних шведских клубова. Међутим, његову играчку каријеру је прекинула повреда 1975. године, после чега се Ериксон окренуо струци. Радио је у Шведској, Италији и Португалу, али је највише успеха имао са италијанским Лацијом.
Он је једини тренер који је успео да освоји дупле круне у три различите земље – Шведској (Гетеборг 1982), Португалу (Бенфика 1983) и Италији (Лацио 2000). Са Гетеборгом је освојио и УЕФА куп, док је са Лацијом тријумфовао у Купу победника купова. У Италији је тренирао и Рому и Сампдорију са којима је освојио по један Куп Италије.
Након успеха са небескоплавима Ериксон је постао први странац коме је поверена функција селектора репрезентације Енглеске. Швеђанин се релативно дуго задржао на кормилу „Гордог Албиона”. Он је Енглезе, у периоду од 2001. до 2006. године, предводио на два Светска и једном Европском првенству, али без већих успеха, пошто је на сва три турнира његов тим елиминисан већ у четвртфиналу. Уследиле су епизоде на клупи Манчестер ситија, репрезентације Мексика, као и функција директора енглеског четвртолигаша Нотс Каунтија.
Ериксон је 28. марта 2010. године изабран за новог селектора Обале Слоноваче, али је са националним савезом склопио договор да ту репрезентацију води само до краја Мундијала у Јужној Африци.

## Највећи успеси

### Клупски
Гетеборг
- Првенство Шведске (1) : 1982.
- Куп Шведске (2) : 1978/79, 1981/82.
- Куп УЕФА (1) : 1981/82.

Бенфика
- Првенство Португалије (3) : 1982/83, 1983/84, 1990/91.
- Куп Португалије (1) : 1982/83.
- Суперкуп Португалије (1) : 1989.
- Куп европских шампиона : финалиста 1989/90.
- Куп УЕФА : финалиста 1982/83.

Рома
- Куп Италије (1) : 1985/86.

Сампдорија
- Куп Италије (1) : 1993/94.

Лацио
- Серија А (1) : 1999/00.
- Куп Италије (2) : 1997/98, 1999/00.
- Суперкуп Италије (2) : 1998, 2000.
- Куп победника купова (1) : 1998/99.
- УЕФА суперкуп (1) : 1999.
- Куп УЕФА : финалиста 1997/98.